# Трећа странка
У двопартијском политичком систему (вишепартијском политичком систему којим доминирају две велике странке), трећа странка (енгл. third party) је странка која није једна од две доминантне странке. Иако се израз технички односи на странку која је трећа по величини, најчешће се користи да опише и друге мање странке. На пример, у Уједињеном Краљевству, трећа странка је политичка странка на националном нивоу, осим конзервативаца и лабуриста, која је присутна у Дому грађана (енгл. House of Commons) британског парламента. Тренутно (крајем XX и почетком XXI века), израз се генерално користи за либералне демократе. У историји САД, било је укупно 81 трећих странака.
Одредница „треће странке“ користи се у земљама са изборним системима просте већине, пошто ови системи имају природну тенденцију да воде ка стварању двопартијског система. Ретке су успешне мање странке у изборним системима просте већине. Земље које користе пропорционални изборни систем имају мање наклоности ка формирању двопартијског система. У оваквим изборним системима честе су успешне мање странке; заправо, у њима су коалиције које укључују мање странке правило радије него изузетак.
Странка мора имати одређен ниво успеха да би се генерално сматрала трећом странком. Још мање странке које освајају само мали постотак гласова и ниједно место у законодавним телима се често називају малим или маргиналним странкама. На пример, у политици САД, трећа странка је политичка странка осим демократа и републиканаца која има националног утицаја. Три треће странке у САД тренутно (2008) имају преко 100.000 регистрованих гласача: Конституционалистичка, Зелена и Либертаријанска странка. У Канади такође делују три веће треће странке: Нова демократска странка, Квебечки блок и Зелена странка Канаде.
Треће странке обично нису у стварној трци за формирање владе или избора за председника. Међутим, треће странке имају пуно других разлога да учествују на изборима. Платформа националне изборне кампање значи да ће ставови трећих странака привући пажњу. Веће странке ће бити принуђене да на ове платформе одговоре и прилагоде се овим изазовима, и често веће странке преузимају идеје мањих изазивача. Неке треће странке се такође надају да странка може полако градити своју подршку и у крајњем постати једна од доминантних странака, као што се десило са Лабуристичком странком у Уједињеном Краљевству. У вестминстерском систему постоји и могућност формирања мањинских влада, које мањим странкама могу дати снагу непропорционално велику у односу на њихову величину.
Међу примерима трећих странака су и Републиканска странка САД у време када је Абрахам Линколн био њихов председнички кандидат, и Ирска парламентарна партија која се изборила за самоуправу у Ирској у касном деветнаестом веку.